# Hymedesmia levis
Hymedesmia levis är en svampdjursart som beskrevs av William Lundbeck 1910. Hymedesmia levis ingår i släktet Hymedesmia och familjen Hymedesmiidae. Inga underarter finns listade i Catalogue of Life.